# Encinos Verdes
Encinos Verdes är en ort i kommunen Tejupilco i delstaten Mexiko i Mexiko. Samhället hade 206 invånare vid folkräkningen 2020.